# College Basketball Invitational 2025
El College Basketball Invitational 2025 es la decimoséptima edición del College Basketball Invitational. La disputaron 11 equipos, seleccionados entre los que no participaron en el Torneo de la NCAA de 2025 ni en el National Invitation Tournament 2025. El torneo tuvo lugar entre el 22 y el 26 de marzo en Daytona Beach, Florida. El campeón fue Illinois State, que se hacía así con su primer título.

## Participantes
| Rnk. | Equipo             | Conferencia     | Record | N.º participación | Último torneo |
| ---- | ------------------ | --------------- | ------ | ----------------- | ------------- |
| —    | Army               | Patriot         | .516   | 2.º               | 2021          |
| —    | Cleveland State    | Horizon         | .636   | 3.º               | 2024          |
| —    | Elon               | Coastal         | .531   | 1.º               | —             |
| —    | Florida Gulf Coast | Atlantic Sun    | .563   | 1.º               | —             |
| —    | Illinois State     | Missouri Valley | .576   | 2.º               | 2014          |
| —    | Incarnate Word     | Southland       | .515   | 1.º               | —             |
| —    | Jacksonville       | Atlantic Sun    | .594   | 1.º               | —             |
| —    | Manhattan          | Metro Atlantic  | .567   | 1.º               | —             |
| —    | Northern Arizona   | Big Sky         | .545   | 1.º               | —             |
| —    | Presbyterian       | Big South       | .438   | 2.º               | 2024          |
| —    | Queens             | Atlantic Sun    | .576   | 1.º               | —             |

## Cuadro final
|  |                                  |                                  |                                  |                |    |                                         |                                         |                                         |                 |                 |                               |                               |                               |  |  |                         |                         |                         |
|  | 1.ª ronda 23 de marzo FloCollege | 1.ª ronda 23 de marzo FloCollege | 1.ª ronda 23 de marzo FloCollege |                |    | Cuartos de final 24 de marzo FloCollege | Cuartos de final 24 de marzo FloCollege | Cuartos de final 24 de marzo FloCollege |                 |                 | Semifinales 25 de marzo ESPNU | Semifinales 25 de marzo ESPNU | Semifinales 25 de marzo ESPNU |  |  | Final 26 de marzo ESPN2 | Final 26 de marzo ESPN2 | Final 26 de marzo ESPN2 |
|  | 1.ª ronda 23 de marzo FloCollege | 1.ª ronda 23 de marzo FloCollege | 1.ª ronda 23 de marzo FloCollege |                |    | Cuartos de final 24 de marzo FloCollege | Cuartos de final 24 de marzo FloCollege | Cuartos de final 24 de marzo FloCollege |                 |                 | Semifinales 25 de marzo ESPNU | Semifinales 25 de marzo ESPNU | Semifinales 25 de marzo ESPNU |  |  | Final 26 de marzo ESPN2 | Final 26 de marzo ESPN2 | Final 26 de marzo ESPN2 |
|  |                                  |                                  |                                  |                |    |                                         |                                         |                                         |                 |                 |                               |                               |                               |  |  |                         |                         |                         |
|  |                                  |                                  |                                  |                |    |                                         |                                         |                                         |                 |                 |                               |                               |                               |  |  |                         |                         |                         |
|  | Illinois State                   | Illinois State                   | 78                               |                |    |                                         |                                         |                                         |                 |                 |                               |                               |                               |  |  |                         |                         |                         |
|  | Illinois State                   | Illinois State                   | 78                               |                |    |                                         |                                         |                                         |                 |                 |                               |                               |                               |  |  |                         |                         |                         |
|  | Presbyterian                     | Presbyterian                     | 70                               |                |    |                                         |                                         |                                         |                 |                 |                               |                               |                               |  |  |                         |                         |                         |
|  | Presbyterian                     | Presbyterian                     | 70                               |                |    |                                         |                                         |                                         |                 |                 |                               |                               |                               |  |  |                         |                         |                         |
|  |                                  |                                  |                                  |                |    |                                         | Illinois State                          | Illinois State                          | 78              |                 |                               |                               |                               |  |  |                         |                         |                         |
|  |                                  |                                  |                                  |                |    |                                         |                                         |                                         | 78              |                 |                               |                               |                               |  |  |                         |                         |                         |
|  |                                  |                                  | Incarnate Word                   | Incarnate Word | 73 |                                         |                                         |                                         |                 |                 |                               |                               |                               |  |  |                         |                         |                         |
|  |                                  |                                  |                                  | Incarnate Word | 73 |                                         |                                         |                                         |                 |                 |                               |                               |                               |  |  |                         |                         |                         |
|  | Manhattan                        | Manhattan                        | 85                               |                |    |                                         |                                         |                                         |                 |                 |                               |                               |                               |  |  |                         |                         |                         |
|  | Manhattan                        | Manhattan                        | 85                               |                |    |                                         |                                         |                                         |                 |                 |                               |                               |                               |  |  |                         |                         |                         |
|  | Incarnate Word                   | Incarnate Word                   | 92                               |                |    | Incarnate Word                          | Incarnate Word                          | 87                                      |                 |                 |                               |                               |                               |  |  |                         |                         |                         |
|  | Incarnate Word                   | Incarnate Word                   | 92                               |                |    | Incarnate Word                          | Incarnate Word                          | 87                                      |                 |                 |                               |                               |                               |  |  |                         |                         |                         |
|  |                                  |                                  |                                  |                |    | Jacksonville                            | Jacksonville                            | 71                                      |                 |                 | Illinois State                | Illinois State                | 79                            |  |  |                         |                         |                         |
|  |                                  |                                  |                                  |                |    | Jacksonville                            | Jacksonville                            | 71                                      |                 |                 | Illinois State                | Illinois State                | 79                            |  |  |                         |                         |                         |
|  |                                  |                                  |                                  |                |    |                                         |                                         |                                         | Cleveland State | Cleveland State | 68                            |                               |                               |  |  |                         |                         |                         |
|  |                                  |                                  |                                  |                |    |                                         |                                         |                                         | Cleveland State | Cleveland State | 68                            |                               |                               |  |  |                         |                         |                         |
|  | Elon                             | Elon                             | 78                               |                |    |                                         |                                         |                                         |                 |                 |                               |                               |                               |  |  |                         |                         |                         |
|  | Elon                             | Elon                             | 78                               |                |    |                                         |                                         |                                         |                 |                 |                               |                               |                               |  |  |                         |                         |                         |
|  | Army                             | Army                             | 83                               |                |    | Army                                    | Army                                    | 65                                      |                 |                 |                               |                               |                               |  |  |                         |                         |                         |
|  | Army                             | Army                             | 83                               |                |    | Army                                    | Army                                    | 65                                      |                 |                 |                               |                               |                               |  |  |                         |                         |                         |
|  |                                  |                                  |                                  |                |    | Florida Gulf Coast                      | Florida Gulf Coast                      | 68                                      |                 |                 |                               |                               |                               |  |  |                         |                         |                         |
|  |                                  |                                  |                                  |                |    | Florida Gulf Coast                      | Florida Gulf Coast                      | 68                                      |                 |                 |                               |                               |                               |  |  |                         |                         |                         |
|  |                                  |                                  |                                  |                |    |                                         | Florida Gulf Coast                      | Florida Gulf Coast                      | 65              |                 |                               |                               |                               |  |  |                         |                         |                         |
|  |                                  |                                  |                                  |                |    |                                         | Florida Gulf Coast                      | Florida Gulf Coast                      | 65              |                 |                               |                               |                               |  |  |                         |                         |                         |
|  | Queens                           | Queens                           | 85                               |                |    | Cleveland State                         | Cleveland State                         | 72                                      |                 |                 |                               |                               |                               |  |  |                         |                         |                         |
|  | Queens                           | Queens                           | 85                               |                |    | Cleveland State                         | Cleveland State                         | 72                                      |                 |                 |                               |                               |                               |  |  |                         |                         |                         |
|  | Northern Arizona                 | Northern Arizona                 | 78                               |                |    | Queens                                  | Queens                                  | 73                                      |                 |                 |                               |                               |                               |  |  |                         |                         |                         |
|  | Northern Arizona                 | Northern Arizona                 | 78                               |                |    | Queens                                  | Queens                                  | 73                                      |                 |                 |                               |                               |                               |  |  |                         |                         |                         |
|  |                                  |                                  |                                  |                |    | Cleveland State                         | Cleveland State                         | 88                                      |                 |                 |                               |                               |                               |  |  |                         |                         |                         |
|  |                                  |                                  |                                  |                |    | Cleveland State                         | Cleveland State                         | 88                                      |                 |                 |                               |                               |                               |  |  |                         |                         |                         |

| Campeón del CBI 2025       |
| -------------------------- |
| Illinois State 1.er título |